# Seznam zápasů Třinec–Opava v české hokejové extralize
Kompletní seznam extraligových zápasů HC Oceláři Třinec s Opavou v České hokejové extralize. Týmy se v každé sezóně utkávají 4×.
| Číslo | Sezona    | Domácí | Výsledek | Hosté  | Třetiny                 |
| ----- | --------- | ------ | -------- | ------ | ----------------------- |
| 1     | 1996/1997 | Třinec | 6 : 5    | Opava  | (1 : 1, 3 : 2, 2 : 2)   |
| 2     | 1996/1997 | Opava  | 2 : 3    | Třinec | (0 : 1, 0 : 1, 2 : 1)   |
| 3     | 1996/1997 | Třinec | 5 : 6    | Opava  | (2 : 2, 2 : 2, 1 : 2)   |
| 4     | 1996/1997 | Opava  | 1 : 1    | Třinec | (0 : 1, 1 : 0, 0 : 0)   |
| 5     | 1997/1998 | Třinec | 6 : 2    | Opava  | (4 : 0, 1 : 1, 1 : 1)   |
| 6     | 1997/1998 | Opava  | 2 : 2    | Třinec | (1 : 0, 0 : 2, 1 : 0)   |
| 7     | 1997/1998 | Třinec | 6 : 2    | Opava  | (1 : 1, 4 : 0, 1 : 1)   |
| 8     | 1997/1998 | Opava  | 3 : 4    | Třinec | (0 : 1, 2 : 2, 1 : 1)   |
| 9     | 1998/1999 | Třinec | 0 : 2    | Opava  | (0 : 0 , 0 : 1 , 0 : 1) |
| 10    | 1998/1999 | Opava  | 1 : 3    | Třinec | (0 : 0 , 1 : 1 , 0 : 2) |
| 11    | 1998/1999 | Třinec | 7 : 0    | Opava  | (1 : 0 , 3 : 0)         |
| 12    | 1998/1999 | Opava  | 5 : 2    | Třinec | (1 : 1 , 2 : 0 , 2 : 1) |

### Bilance
| Výhra | Výhra po PP | Remíza | Prohra po PP | Prohra | Počet zápasů |
| ----- | ----------- | ------ | ------------ | ------ | ------------ |
| 7     | 0           | 2      | 0            | 3      | 12           |